# 竹内オサム
竹内 オサム（たけうち おさむ、1951年7月1日- 、本名・竹内長武）は、日本の漫画研究家、漫画家、同志社大学社会学部名誉教授。日本児童文学学会、日本マンガ学会、各会員。
専門は児童文化とマンガ史である。とりわけ戦前のマンガ史と手塚治虫研究の分野に業績が多い。

## 来歴
大阪府出身。大阪教育大学大学院修士課程修了。大阪国際女子大学教授、同志社大学文学部教授を経て、社会学部メディア学科教授。2022年定年退職、名誉教授。
大学時代はマンガ家をめざし、村上知彦、雑賀陽平、高宮成河、亜庭じゅんらとマンガ創作誌『空飛ぶまんが アップル・コア』に参加する。同時に、1970年代後半から子ども漫画の研究活動を開始。日本における本格的な漫画研究の分野の樹立を目指した。
『マンガと児童文学の〈あいだ〉』で第14回日本児童文学学会奨励賞受賞。マンガ・アニメ・児童文化の批評研究誌『ビランジ』（1997年創刊）を主宰、同誌は2022年発行の50号で終刊した。
第4 - 6回（2000年-2002年）、手塚治虫文化賞の選考委員を務めた。2013年のイタリアにおけるミラノ・マンガフェスティバル(5月3日 - 7月21日)の監修を務めた。
2018年、第21回文化庁メディア芸術祭で功労賞を受賞。
2023年、25年にわたる『ビランジ』の発行を以て、第52回（2023年度）日本漫画家協会賞でまんが王国・土佐賞を、第47回（2023年度）日本児童文学学会特別賞を受賞。

## 人物
- 大学時代には漫画家を目指して投稿活動を行い、集英社主催の手塚賞の最終候補作に2度残った経験がある。
- 卒業論文「『鉄腕アトム』におけるアトム像の変遷」を執筆する際に、手塚治虫に取材し、そのとき手塚から命名してもらったペンネームおさ・たけしで漫画作品も発表している[4]。「なんてユータン」をInstagramとTwitterで連載中。

## 著作

### 漫画
- 『マグノリア』青心社 2006 ※おさ・たけし名義

### 評論
- 『マンガと児童文学の<あいだ>』大日本図書 1989
- 『手塚治虫論』平凡社 1992
- 『戦後マンガ50年史』筑摩書房「ちくまライブラリー」1995
- 『子どもマンガの巨人たち 楽天から手塚まで』三一書房 1995
- 『児童文化と子ども学』久山社：日本児童文化史叢書 1997
- 『漫画・まんが・マンガ』青弓社：PCCブックス 1998
- 『絵本の表現』久山社：日本児童文化史叢書 2002
- 『マンガ表現学入門』筑摩書房 2005
- 『手塚治虫 アーチストになるな』ミネルヴァ書房「ミネルヴァ日本評伝選」2008
- 『本流!マンガ学 マンガ研究ハンドブック』晃洋書房 2009
- 『手塚マンガの不思議』晃洋書房 2016
- 『手塚治虫は「ジャングル大帝」にどんな思いを込めたのか－「ストーリーマンガ」の展開』ミネルヴァ書房 2021
- 『手塚治虫語辞典』誠文堂新光社 2023
- 他に私家版で、『マンガの批評と研究+資料』（1997）、『マンガ研究ハンドブック』（2008）、『竹内オサム・新聞雑誌スクラップ』（2010）、『「手塚マンガの映画的手法」と『鋭角』』（2018）などの本を刊行している。

### 編著
- 『少年漫画集』 (責任編集、解説)　三一書房　1988
- 『マンガ批評大系』全4巻 村上知彦共編 平凡社 1989
- 『アニメへの変容 原作とアニメとの微妙な関係』小山昌宏共編 現代書館 2006
- 『マンガ学入門』夏目房之介共編 ミネルヴァ書房 2009
- 『現代漫画博物館』編集委員／竹内・米沢嘉博・ヤマダトモコ、小学館漫画賞事務局編 小学館　2006
- 『マンガ・アニメ文献目録』（監修）　日外アソシエーツ　2014
- 『マンガ文化55のキーワード』西原麻里共編　ミネルヴァ書房　2016
- 『日本児童雑誌編集者会機関誌『鋭角』―高度成長期のマンガ・出版・読書』　金沢文圃閣　2019

## 受賞歴
- 1990年：第14回日本児童文学学会奨励賞 -『マンガと児童文学の〈あいだ〉』大日本図書
- 2018年：第21回文化庁メディア芸術祭功労賞〈文部科学大臣賞〉
- 2023年：第52回日本漫画家協会賞でまんが王国・土佐賞 -『ビランジ』
- 2023年：第47回日本児童文学学会特別賞 -『ビランジ』